# Rohrbrunner Forst

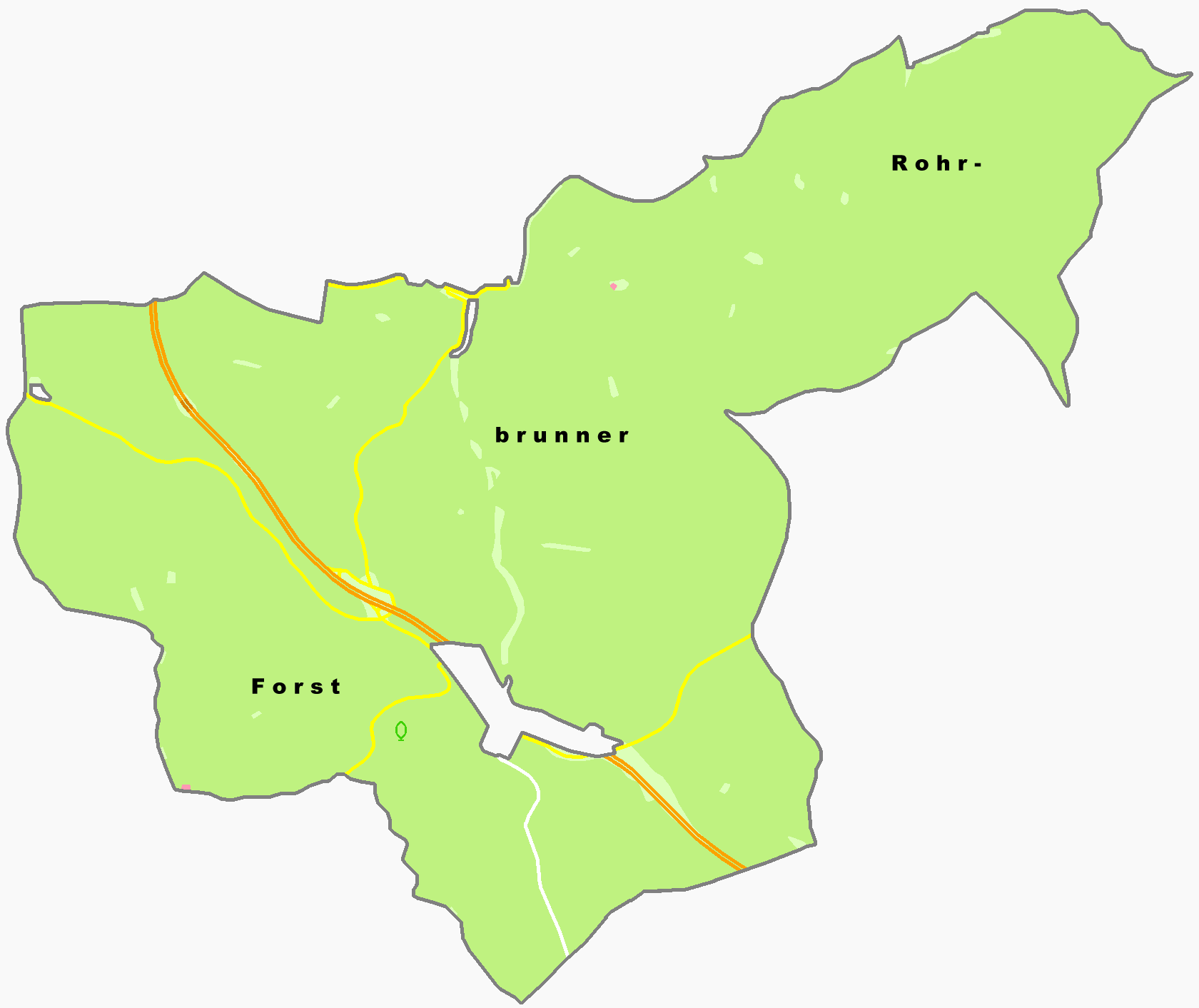
Gemeindefreies Gebiet Rohrbrunner Forst

Der Rohrbrunner Forst ist ein 39,03 km² großes gemeindefreies Gebiet im Landkreis Aschaffenburg im bayerischen Spessart. Das Gebiet ist komplett bewaldet.

## Geographie

### Lage
Der Rohrbrunner Forst ist das flächenmäßig größte gemeindefreie Gebiet Unterfrankens und das aktuell siebtgrößte in Bayern. Er umschließt vollständig die namensgebende Gemarkung Rohrbrunn, welche heute als Exklave zur Gemeinde Weibersbrunn gehört. Im Rohrbrunner Forst liegen die drei höchsten Gipfel des Spessarts: der Geiersberg mit 586 m ü. NHN, die Lärchhöhe mit 573 m ü. NHN und die Hohe Warte mit 573 m ü. NHN. Das gemeindefreie Gebiet reicht vom Echterspfahl (zu Mespelbrunn), der im Westen als Enklave im Forst liegt, bis nach Erlenfurt (zu Rothenbuch) im Hafenlohrtal im Nordosten. Eine weitere Enklave im Rohrbrunner Forst ist das zu Weibersbrunn gehörende untere Rohrwiesenbachtal. Im äußersten Südosten des gemeindefreien Gebietes befindet sich der Haselbrunnen, die Quelle des Haslochbaches. Etwa 500 m südwestlich davon liegt am Rande des Forstes der Punkt, wo die Landkreise Aschaffenburg, Main-Spessart und Miltenberg zusammentreffen.

### Nachbargemeinden
| Waldaschaffer Forst (Gemeindefreies Gebiet) | Gemeinden Rothenbuch und Weibersbrunn       |                                                        |
| Gemeinden Mespelbrunn und Heimbuchenthal    | Kompassrose, die auf Nachbargemeinden zeigt | Fürstlich Löwensteinscher Park (Gemeindefreies Gebiet) |
| Gemeinde Dammbach                           | Gemeinde Altenbuch                          | Gemeinde Bischbrunn                                    |

## Kultur und Sehenswürdigkeiten

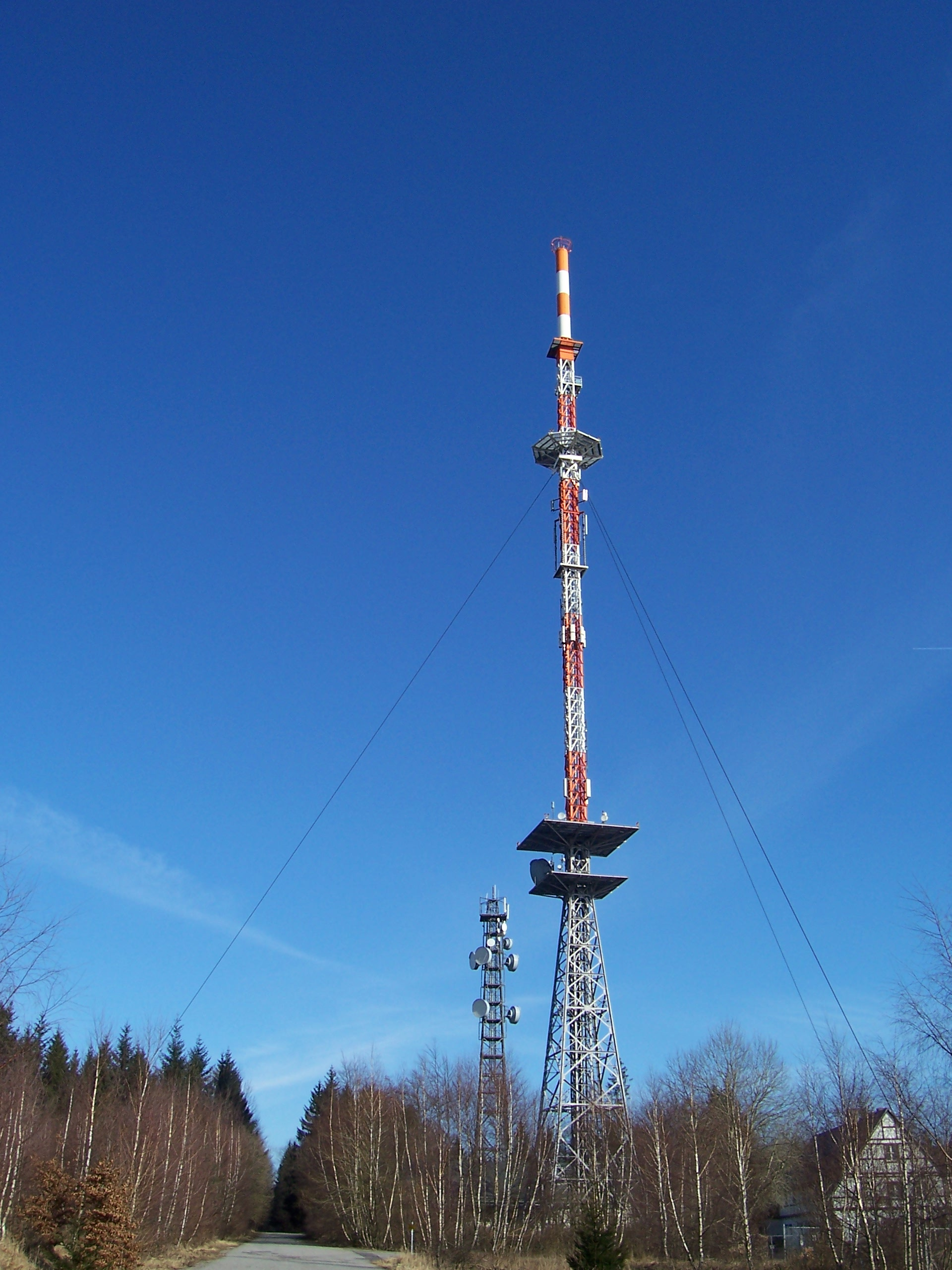
Sender Breitsol

- In der Nähe von Rohrbrunn steht direkt an der Staatsstraße 2312 das Schweinfurter Kreuz. Es erinnert daran, dass hier im Jahr 1609 ein Schweinfurter Kaufmannsgehilfe von Räubern angehalten, ausgeraubt und anschließend totgeschlagen wurde. Unter der Nummer D-6-71-160-25 wird das Gedenkkreuz als Baudenkmal in der Liste des Bayerischen Landesamtes für Denkmalpflege geführt.

- Am östlichen Rande des Rohrbrunner Forstes liegt der Gipfel des Geiersbergs, des höchsten Berges im Spessart. Darauf steht der Sender Breitsol.

- Das Naturwaldreservat Eichhall mit über 400 Jahre alten Eichen befindet sich westlich des Geiersbergs.

## Naturschutz
Folgende Naturschutzgebiete liegen vollständig oder teilweise auf dem Gebiet des Rohrbrunner Forstes:
- Auenwald bei Erlenfurt (NSG-00562.01)
- Hafenlohrtal (NSG-00333.01)
- Naturwaldreservat Eichhall (NSG-00740.01)
- Naturwaldreservat Hoher Knuck (NSG-00596.01)
- Rohrberg (NSG-00116.01)

## Verkehr
Durch den Rohrbrunner Forst verlaufen die Bundesautobahn 3, die Staatsstraßen 2312 (ehem. Bundesstraße 8) von Hessenthal nach Bischbrunn, die 2316 von Krausenbach nach Rothenbuch, und die Staatsstraße 2317 von Schollbrunn nach Rohrbrunn.
Zwei historische Hauptstraßen führen durch den Rohrbrunner Forst: der Eselsweg und die Poststraße.